# Schmiedeknechtia gussakovskyi
Schmiedeknechtia gussakovskyi är en biart som beskrevs av Popov 1934. Schmiedeknechtia gussakovskyi ingår i släktet Schmiedeknechtia och familjen långtungebin. Inga underarter finns listade i Catalogue of Life.